# Assimilation (phonétique)
Pour les articles homonymes, voir Assimilation.
L'assimilation phonétique est un type très fréquent de modification phonétique subie par un son au contact de son voisin (contexte), qui tend à réduire les différences entre les deux. Elle consiste en l'acquisition par un son d'une ou plusieurs caractéristiques propres à un son voisin. À l'inverse, lorsque deux sons semblables en contact plus ou moins direct s'éloignent l'un de l'autre, on parle de dissimilation entre des sons qui ne sont pas en contact direct ; une action à distance de l'un des sons sur l'autre, se nomme une dilation (l'harmonie vocalique en est un exemple).
Le phénomène de l'assimilation phonétique est liée à une contrainte physiologique, celle de la lenteur des organes de la parole. Pour mettre en évidence une assimilation, il faut pouvoir comparer deux prononciations comme une à lecture lente et une autre à lecture rapide ou courante.

## Exemples
« Je ne sais pas » est souvent prononcé comme « chais pas » dans la langue orale familière à la suite d'une assimilation progressive. Néanmoins, tous ces intermédiaires-ci sont couramment utilisés :
- « Je ne sais pas » devient « je n'sais pas » ;
- « Je n'sais pas » devient « j'sais pas » ;
- « J'sais pas » devient « chais pas ».

### Prononciations d'un énoncé
La comparaison de deux prononciations de l'énoncé « des rouleaux de soie » permet de mettre en évidence le phénomène de l'assimilation phonétique :
- l'énoncé lu et prononcé lentement : [deʁulodəswa] ;
- l'énoncé lu et prononcé rapidement : [deʁulotswa].

### Remarques
On remarque que la prononciation rapide ou courante donne lieu à deux phénomènes linguistiques : 
- l'élision du phonème /ə/ (dit e « caduc » ou « muet ». On le transcrira ici par ə bien que le symbole de l'alphabet phonétique international ne corresponde pas exactement au phonème français) ;
- la substitution du son [t] au son [d] par assimilation.

### Hypothèse
Pour expliquer ce phénomène, il faut analyser les caractéristiques des sons [d], [s] et [t]. Le son [d] est une consonne occlusive lamino-dentale (ou lamino-alvéolaire) sonore et orale. L'élision du /ə/ donne lieu au rapprochement du son [d] avec le son [s], qui est sourd (ou non voisé). À cause de la lenteur des organes de la parole, le son [d] adopte la surdité, ou le non voisement, du son [s], qui le suit, et devient [t]. L'analyse phonétique comparée des sons [d] et [t] permet de valider cette hypothèse :
- [d] : consonne occlusive, lamino-dentale (ou lamino-alvéolaire), sonore et orale ;
- [t] : consonne occlusive, lamino-dentale (ou lamino-alvéolaire), sourde et orale.

### Conclusion
Le son [d] devient donc [t] par assimilation de la surdité, ou du non voisement, du son [s] qui le suit. La notation d'une assimilation phonétique s'effectue avec les diacritiques ; dans cet exemple, le dévoisement du son [d] sera indiqué avec le diacritique [ ̥] : [deʁulod̥swa]. En effet, dans une analyse, [t] et /d/ dévoisé ne sont pas identiques : dans le second, les muscles impliqués dans la parole ne sont pas aussi actifs (normalement, un son sonore étant déjà accompagné des vibrations glottales, qui le rendent plus intense) que dans le premier : on dit que [d̥] est une consonne douce, [t] une forte (comme le sont normalement les sourdes). À l'inverse, un [k], consonne forte, devient [k̬] lorsqu'il est voisé, proche de [ɡ] mais fort.

## Types
On distingue plusieurs types d'assimilation phonétique en suivant la position des sons qui sont influencés par rapport au son qui influence.

### Assimilation régressive
Dans les transcriptions suivantes, le symbole → signifie « se rapproche de » et non « devient ».
Une assimilation régressive est celle par laquelle le son influencé se situe avant le son qui l'influence :
- énoncé : « de soie » ;
- prononciation lente : [dəswa] ;
- prononciation rapide : après élision du son [ə], [d] → [t] par assimilation de la surdité du son [s] qui le suit ;
  - transcription plus fine : [d̥swa] (la consonne /d/ reste, même assourdie, douce).

### Assimilation progressive
Une assimilation progressive est celle par laquelle le son influencé se situe après le son qui l'influence :
- énoncé : « cheveu »
- prononciation lente : [ʃəvø] ;
- prononciation rapide : après élision du son [ə], [v] → [f] par assimilation de la surdité du son [ʃ] qui le précède ;
  - transcription : [ʃfø].

### Assimilation double
Une assimilation double est à la fois régressive et progressive :
- énoncé : « pendant les vacances »
- prononciation lente : [pɑ̃dɑ̃levakɑ̃s] ;
- prononciation rapide : [d] → [n] par assimilation de la nasalité des voyelles [ɑ̃] l'entourant ;
  - transcription : [pɑ̃d̃ɑ̃levakɑ̃s].

### Critères de régression ou de progression
Il n'est pas possible de prédire avec exactitude l'occurrence des assimilations. En revanche, certains critères permettent de déterminer leur régression ou leur progression :
- la position du son dans une syllabe ou un mot : un son en position initiale aura plus de chances de transmettre ses caractéristiques qu'un son en position finale ;
- la force articulatoire d'un son, déterminée par Pierre Delattre : plus celle-ci est élevée, plus ce son aura des chances de transmettre ses caractéristiques aux sons qui l'entourent. Voici la liste des sons consonantiques classés en ordre décroissant selon leur force articulatoire :
  1. [p], [t], [k] ;
  2. [l], [f] ;
  3. [b], [d], [ɡ], [m], [n], [s], [ʃ] ;
  4. [ɲ], [j] ;
  5. [ʁ], [w], [ɥ], [z], [ʒ], [v].

### Assimilation directe
Une assimilation directe est celle dans laquelle deux sons sont en contact. On distingue les assimilations directes au sein d'un même mot et les assimilations directes à l'intérieur d'une phrase.

#### Au sein d'un même mot
Il est difficile de parler d'assimilation au sein d'un même mot, à la jonction de deux syllabes. On peut ainsi prendre trois exemples qui permettraient logiquement de mettre en évidence ce type d'assimilation :
- « absent » [apsɑ̃] ;
- « subtil » [syptil] ;
- « anecdote » [anɛɡdɔt].

Or, pour mettre en évidence une assimilation, quelle qu'elle soit, il faut disposer de deux prononciations. Dans les trois cas ci-dessus, il serait nécessaire de faire un découpage syllabique de la prononciation pour mettre en évidence les assimilations :
- [ab_sɑ̃] → [apsɑ̃] (ou [ab̥sɑ̃]), assimilation régressive de la surdité de [s] par [b] ;
- [syb_til] → [syptil] (ou [syb̥til]), assimilation régressive de la surdité de [t] par [b] ;
- [a_nɛk_dɔt] → [anɛɡdɔt] (ou [anɛk̬dɔt]), assimilation régressive de la sonorité de [d] par [k], qui devient une consonne forte voisée.

Cette théorie de l'assimilation directe au sein d'un même mot, entre deux syllabes, est contestée par un certain  nombre de linguistes, qui préfèrent parler de corrélation de voisement entre deux consonnes : si la première consonne est sonore, la deuxième le sera également et inversement.
L'assimilation est liée à deux facteurs :
- la position : la consonne en position finale de la syllabe agit sur la consonne qui est en position initiale ;
- la force articulatoire du son : plus un son est élevé (voir pour cela l'échelle de Delattre, 1996), plus ce son a des chances de modifier un autre son.

#### Au sein d'une même phrase
Les assimilations directes au sein d'une même phrase, entre deux mots, sont plus facilement mises en évidence :
- un vague sentiment, [œ̃vaɡsɑ̃timɑ̃] → [œ̃vaɡ̊sɑ̃timɑ̃] (ou [œ̃vaksɑ̃timɑ̃]) : assimilation régressive de la surdité de [s] par [ɡ] ;
- lave-toi, [lavtwa] → [lav̥twa] (ou [laftwa]) : assimilation régressive de la surdité de [t] par [v].

### Assimilation indirecte
Une assimilation indirecte ne se produit qu'après une élision :
- secondaire, [səɡɔ̃dɛʁ] → [s̬ɡɔ̃dɛʁ] (ou [zɡɔ̃dɛʁ]) : assimilation régressive de la sonorité de [ɡ] par [s] après élision de [ə] ;
- des rouleaux de soie, [deʁulodəswa] → [deʁulod̥swa] (ou [deʁulotswa]) : assimilation régressive de la surdité de [s] par [d] après élision de [ə].

Il faut noter que bien qu'« indirectes », ces assimilations n'en sont pas des dilations, les sons restant en contact direct.